# Dennis Iverson
Dennis Iverson (ur. 17 stycznia 1981) – australijski judoka. Olimpijczyk z Pekinu 2008, gdzie zajął 21. miejsce w wadze lekkiej.
Uczestnik mistrzostw świata w 2009 i 2010. Startował w Pucharze Świata w 2007, 2009 i 2010. Zdobył trzy medale mistrzostw Oceanii w latach 2003 - 2010. Mistrz Australii w 2004, 2005, 2008, 2009 i 2010 roku.

## Letnie Igrzyska Olimpijskie 2008
| Konkurencja | Eliminacje           | Klas. końcowa |
| Konkurencja | Przeciwnik I         | Miejsce       |
| ----------- | -------------------- | ------------- |
| 73 kg       | Sezer Huysuz (TUR) P | 21.           |